# Buldhana
Buldhana è una città dell'India di 62.979 abitanti, capoluogo del distretto di Buldhana, nello stato federato del Maharashtra. In base al numero di abitanti la città rientra nella classe II (da 50.000 a 99.999 persone).

## Geografia fisica
La città è situata a 20° 31' 60 N e 76° 10' 60 E e ha un'altitudine di 638 m s.l.m..

## Società

### Evoluzione demografica
Al censimento del 2001 la popolazione di Buldhana assommava a 62.979 persone, delle quali 32.717 maschi e 30.262 femmine. I bambini di età inferiore o uguale ai sei anni assommavano a 8.216, dei quali 4.462 maschi e 3.754 femmine. Infine, coloro che erano in grado di saper almeno leggere e scrivere erano 48.751, dei quali 26.959 maschi e 21.792 femmine.